# نارو
نارو (به ایتالیایی: Naro) یک منطقهٔ مسکونی در ایتالیا است که در استان آگریجنتو واقع شده‌است.

## خصوصیات
نارو ۲۰۷ کیلومترمربع مساحت و ۸٬۱۶۹ نفر جمعیت دارد و ۶۰۰ متر بالاتر از سطح دریا واقع شده‌است.